# Machaerium nicaraguense
Machaerium nicaraguense là một loài rau đậu thuộc họ Fabaceae. Loài này có ở Honduras và Nicaragua.